# Kalceolarijevke
Kalceolarijevke (lat. Calceolariaceae), biljna porodica u redu medićolike. Ime je dobila po rodu kesogubica ili kalceolarija (Calceolaria). Sastoji se od dva roda s preko 260 vrsta. Opisana je tek 2001. godine.
Rod kalceolarija čine jednogodišnje biljke, trajnice, polugrmovi i grmlje, a jedna vrsta nazvana je počasno prema Charlesu Darwinu, Calceolaria darwinii, danas Calceolaria uniflora.

## Opis
U osnovi to je porodica grmova ili podgrmova iz Novog svijeta s 2 roda i ~270 vrsta. Velika većina vrsta su grmovi do 2 m visoki s jednogodišnjim izbojcima koji izviru iz višegodišnje drvenaste baze. Penjačice u Neotropima nalaze se samo u Calceolaria, rodu s 260–tak priznatih vrsta, od kojih se 45 vrsta dosljedno navodi kao loze koje dosežu 2–5(8) m duljine. Uglavnom se ove vrste pojavljuju između (1800) 2000–3500 m. nadmorske visine u planinsko oblačnim šumama ili paramu.
To su penjačice, zeljaste do poddrvenaste loze s nasuprotnim jednostavnim, nazubljenim ili režnjevitim listovima s udubljenim perastim žilama; vjenčić obično žut s crvenim pjegama, gornja usna čubasta, donja usna tvori veliku vrećicu (kesu). Vegetativno sličan nekim vrstama Mikania (Asteraceae), ali se razlikuje po lišću s nazubljenim rubovima.

## Rodovi
1. Genus Calceolaria L. (265 spp.)
2. Genus Jovellana Ruiz & Pav. (5 spp.)

## Sinonimi
- Porodittia G.Don ex Kraenzl., sinonim od Calceolaria L.